# Synergistic Software
Synergistic Software war ein amerikanisches Entwicklungsstudio für Computerspiele aus Seattle.

## Geschichte
Synergistic Software wurde 1978 von Robert und Ann Dickens Clardy gegründet. Beeinflusst von Dungeons & Dragons entwickelte Clardy als Erstlingswerk mit Dungeon Campaign einen Dungeon Crawler für den Apple II, der das Spielprinzip der Rogue-likes vorweg nahm. 1979 schuf er mit Wilderness Campaign eine Fortsetzung und brachte beide zusammen als Odyssey: The Compleat Apventure in einer nochmals überarbeiteten Fassung 1980 auf den Markt. Clardy baute das Studio ohne Investorenkapital allmählich über die Jahre auf. Dafür übernahm Synergistic zahlreiche Auftragsarbeiten von Publishern und erhielt im Gegenzug oftmals die Gelegenheit, eigene Ideen zu pitchen. Als der amerikanischen Publisher Sierra On-Line eine Zweigniederlassung in Seattle eröffnete, vertieften sich Geschäftsbeziehungen zwischen den beiden Unternehmen, insbesondere wegen der guten persönlichen Beziehungen zwischen Sierra-Gründer Ken Williams und Robert Clardy. 1996 übernahm Sierra das Studio. Für Sierra entwickelte Synergistic unter anderem Birthright: Die Dunkle Allianz, ein Lizenzspiel zur Birthright-Kampagnenwelt von Dungeons & Dragons.
Einer der bekanntesten und Synergistics kommerziell erfolgreichster Titel wurde die 1997 veröffentlichte Erweiterung Hellfire für das Action-Rollenspiel Diablo. Sierra war 1996 selbst von CUC International übernommen worden und bildete zusammen mit Davidson & Associates sowie dessen Tochterunternehmen Blizzard Entertainment eine Computerspielabteilung innerhalb des Konzerns. Da die Diablo-Schöpfer von Blizzard North lieber eine Fortsetzung entwickeln wollten und Synergistic kein Folgeprojekt hatte, bestimmte die Konzernleitung, dass das Team um Clardy eine Erweiterung für den Erfolgstitel entwickeln sollte. Viele führende Köpfe bei Blizzard waren jedoch von Beginn an gegen das Projekt eingestellt. Nur auf Druck des Konzerns und für die im Gegenzug kreative Entscheidungshoheit über die zusätzlichen Inhalte stimmte Blizzard dem Projekt zu. Für die Entwicklung erhielt Synergistic vier Monate Zeit. Trotz dieser Einschränkungen setzte das Team von Synergistic viele der noch von Blizzard ausgemachten Verbesserungsmöglichkeiten und neuen Inhalte zunächst deutlich vor Fristablauf um. In Folge prallten jedoch unterschiedliche Vorstellungen und Qualitätsmaßstäbe aufeinander. Blizzards hohe Ansprüche und ausgeprägten Tests der Entwicklungsversionen führten zu längeren Verzögerungen bei der Finalisierung. Gleichzeitig fügten die Entwickler bei Synergistic zahlreiche versteckte Eastereggs in das Spiel ein, darunter zwei zusätzliche Spielcharaktere und eine Mehrspieler-Funktion, die nicht mit Blizzard ausreichend kommuniziert und zum Teil sogar im Vorfeld ausdrücklich untersagt worden waren. Dies führte vor allem im Nachgang zur Veröffentlichung zu Zerwürfnissen innerhalb von CUCs Spieleabteilung und lag zum Teil in den schwierigen Management-Verhältnissen des Konzerns begründet.
Hellfire blieb Synergistics letzte Veröffentlichung als eigenständiges Studio. Bereits 1999 konsolidierte Sierra vier seiner Entwicklungsstudios, darunter Synergistic Software. Einigen Mitarbeitern wurden Stellen im Sierra-Unternehmenssitz Bellevue angeboten, die Büros von Synergistic Software in Seattle geschlossen. Bis 2000 operierte das verbliebene Team als Sierra Sports Seattle. 2000 wurde das Team mit Papyrus Design Group und Dynamix Teil der Einheit Sierra Sports. Innerhalb der Gruppe zeichnete es verantwortlich für Team- und Stadion-Sportarten.

## Veröffentlichte Spiele
Campaign-Adventure-Reihe
- 1978: Dungeon Campaign
- 1979: Wilderness Campaign
- 1980: Odyssey: The Compleat Apventure
- 1982: Apventure to Atlantis

World-Builders-Reihe
- 1988: War in Middle Earth
- 1990: Spirit of Excalibur
- 1991: Vengeance of Excalibur
- 1991: Conan: The Cimmerian
- 1993: Warriors of Legend

Anwendungen
- 1980: Higher Text II
- 1981: Data Reporter

Andere Spiele
- 1981: Escape from Arcturus
- 1982: Bolo
- 1982: Crisis Mountain
- 1982: Probe One: The Transmitter
- 1983: Microbe
- 1984: Pitstop II (Portierung für Atari 8-bit)
- 1985: Thexder (Portierung für MS-DOS)
- 1986: The Fool’s Errand (Portierung für MS-DOS)
- 1988: Rockford
- 1988: SideWinder
- 1988: Silpheed (Portierung für MS-DOS & Apple IIGS)

- 1989: The Third Courier
- 1990: Low Blow
- 1993: The Beverly Hillbillies
- 1993: Homey D. Clown
- 1993: Super Battleship
- 1994: Spectre
- 1995: Air Cavalry
- 1995: Carrier Aces
- 1996: Triple Play ’97
- 1996: Birthright: Die Dunkle Allianz
- 1997: Front Page Sports: Football Pro ’98
- 1997: Diablo: Hellfire